# 1753 год в музыке

## События
- 10 января — в разгар «Война буффонов», король Франции Людовик XV издаёт указ запрещающий спектакли ведущей итальянской оперной труппы Парижа во главе с композитором и импресарио Эустакьо Бамбини (итал. Eustachio Bambini).[1]
- 1 мая — Георг Фридрих Гендель в последний раз играет на органе в общественном месте, в лондонской больнице Foundling Hospital.[1]
- 15 июня — в Шветцингене (Баден-Вюртемберг) исполнением оперы Игнаца Якоба Хольцбауэра «Сын леса» (итал. Il figlio delle selve) открывается дворцовый театр[англ.], построенный по проекту французского архитектора Николаса де Пигаж (фр. Nicolas de Pigage).[2]
- 12 октября — в Мюнхенской резиденции исполнением оперы Джованни Баттисты Феррандини (итал. Giovanni Battista Ferrandini) «Катон в Утике» (итал. Catone in Utica) открывается театр Кювилье[англ.].[3]
- 21 ноября — Никколо Йомелли назначен музыкальным директором и придворным капельмейстером Вюртембергского герцога Карла Евгения.[1]
- В Турине исполнением оперы Бальдассаре Галуппи «Бедствия сердца» (итал. Calamità de' cuori, либретто Гольдони) открыт Театр Кариньяно.
- В Антверпене открыт Большой театр (фр. Grand Théâtre, ныне Фламандская опера).

## Публикации
- Карл Филипп Эмануэль Бах публикует свой трактат «Опыт правильного способа игры на клавире[нем.]», включающий, в том числе, инструкции по импровизации.

## Классическая музыка
- Георг Филипп Телеман — оратория «Бойся Господа и служи ему верой и правдой» (нем. Fürchtet den Herrn und dienet ihm treulich).

## Опера
- Мария Тереза Аньези — «Кир в Армении» (итал. Ciro in Armenia).
- Антуан Довернь — «Менялы» (фр. Les troqueurs).
- Иоганн Адольф Хассе — Solimano.
- Никколо Йомелли — Attilio Regolo (либретто Пьетро Метастазио).
- Жан-Филипп Рамо — «Дафнис и Эгле» (фр. Daphnis et Eglé).

## Родились
- 8 июня — Николя Далейрак, французский композитор, работавший в основном в жанре опера комик (умер в 1809).
- 1 июля — Карл Вильгельм Фердинанд Унцельман, немецкий оперный певец, режиссёр (умер в 1832).
- 29 сентября — Иоганн Готфрид Шихт, немецкий дирижёр, органист, скрипач и композитор (умер в 1823).
- 6 ноября — Жан-Батист Бреваль[англ.], французский виолончелист и композитор (умер в 1823).
- 30 ноября — Иоганн Баптист Шенк, австрийский композитор и педагог, один из учителей Людвига ван Бетховена (умер в 1836).[4]
- 28 декабря — Йохан Викмансон[англ.], шведский органист и композитор (умер в 1800).

## Умерли
- 7 февраля — Джованни Альберто Ристори[итал.], итальянский оперный композитор и дирижёр (род. в 1692).
- 16 февраля — Джакомо Факко, итальянский скрипач, композитор и дирижёр (род. в 1676).
- 19 мая — Жак Обер[фр.], французский скрипач и композитор (род. в 1669).
- 4 августа — Иоганн Готфрид Зильберман, немецкий органный мастер (род. в 1683).
- 24 сентября — Георг Гебель младший, немецкий композитор, сын Георга Гебеля старшего[англ.] (род. в 1709).
- Ноябрь — Джузеппе Валентини[итал.], итальянский скрипач, художник, поэт и композитор (род. в 1681).
- 4 ноября — Иоганн Николаус Бах, немецкий композитор и инструментальный мастер, старший сын Иоганна Кристофа Баха (род. в 1669).
- 16 ноября — Никола Рако де Грандваль[англ.], французский композитор, клавесинист и драматург (род. в 1676).
- дата неизвестна — Джон Холт[англ.], английский звонарь и композитор (род. около 1726).